# Mladen Deželić
Dr. Mladen Deželić (3. siječnja 1900. – 28. studenog 1989.), hrvatski kemičar.
Rodio se je u Zagrebu, sin je dr. Velimira Deželića starijega, pisca, leksikografa i bibliotekara, osnivača Družbe »Braća Hrvatskoga Zmaja«. Mladen Deželić oženio je kćer Albina Edera (liječnika i promicatelja turizma u Lovranu) i Nade Eder-Bertić (opernu pjevačicu i pjevačku pedagogicu) Sofiju, koncertnu pijanisticu i glasovirsku pedagogicu.
U Zagrebu je završio Klasičnu gimnaziju 1919. godine i studij kemije na Filozofskom fakultetu 1923. Za vrijeme studija apsolvirao tečaj organske kemije u kemijskom laboratoriju R. Freseniusa u Wiesbadenu 1922. Doktorirao na istom fakultetu s tezom Ravnoteža u organskim binarnim sistemima pod vodstvom Nikolaja Antunoviča Pušina 1928. Specijalizirao organsku kemiju u nobelovca Hansa Fischera u Münchenu od 1932., u čijem institutu je radio do početka II. svjetskog rata. Od 1926. asistent na Filozofskom fakultetu u Zagrebu, od 1935. honorarni nastavnik fizikalne kemije, a od 1940. docent na istom fakultetu. God. 1942. postaje izvanredni profesor na Farmaceutskom fakultetu u Zagrebu, a od 1943. je redoviti profesor i predstojnik Katedre za kemiju. God. 1945. prelazi u Ministarstvo lake industrije te osniva i vodi Kemijski laboratorij Duhanskog instituta u Zagrebu. God. 1949. na poziv vlasti Bosne i Hercegovine da dođe u Sarajevo i utemelji sveučilišnu nastavu iz kemije u toj republici postaje redoviti profesor Medicinskog fakulteta u Sarajevu, a 1950. jedan je od matičara Filozofskog fakulteta u Sarajevu, te nakon osnutka tog fakulteta postaje njegovim redovitim profesorom i voditeljem Katedre za kemiju. Njegovom inicijativom i zalaganjem projektiran je i izgrađen Institut za kemiju i fiziku u Sarajevu, a nakon osnutka Prirodno-matematičkog fakulteta 1960. postaje voditeljem Odsjeka za kemiju i direktorom Kemijskog instituta. Od 1956. redoviti je član Naučnog društva BiH i član njegova Nadzornog odbora, a od 1963. do 1966. njegov je tajnik. Nakon što je 1966. Naučno društvo preraslo u Akademiju nauka i umjetnosti BiH postaje redoviti član akademije i član njenog predsjedništva. U mirovinu je otišao 1968. kada se vraća u Zagreb, gdje živi do svoje smrti 1989. Za Mladena Deželića se može kazati da je otac kemijske znanosti u BiH.
U svojem znanstvenom radu bavio se organskom sintezom i istraživanjem prirodnih spojeva. Istraživao je kemiju pirola, porfirina i hemina, proučavao nikotin i njegove derivate, kumarinske derivate i njihovo antikoagulacijsko djelovanje, te glikozidne spojeve. Bavio se i problemom stabilizacije vitamina C u otopini. U području fizičke kemije bavio se termokemijom, polarografijom i spektrofotometrijom. Rad na proučavanju ravnoteže smjese teške vode D2O i obične vode H2O dao je rezultate koji se i danas navode u priručnicima s tablicama fizikalnih i kemijskih podataka o teškoj vodi.
Od 1940. urednik je kemijske struke u Hrvatskoj enciklopediji. Od 1941. do 1945. glavni je urednik znanstvenog časopisa Kemijski vjestnik, preteče današnjeg časopisa Croatica Chemica Acta. Bavio se razvojem hrvatskog kemijskog nazivlja te sastavljao građu za hrvatski kemijski rječnik. S nekoliko kolega kemičara osniva 1950. Društvo kemičara i tehnologa BiH i pokreće Glasnik toga društva, kojeg je glavni urednik do svojeg umirovljenja.
Radio je na konzerviranju Bašćanske ploče koju je 1935. spasio od propadanja izazvanog vlagom i morskom soli, i koja se danas čuva u zgradi HAZU u Zagrebu.
Bio je član Družbe «Braća Hrvatskoga Zmaja» od 1929., a izabran je za njena Velikog meštra 1943. i tu dužnost obnašao do zabrane njena rada 1946.
Bibliografija znanstvenih radova dr. Mladena Deželića obuhvaća 99 znanstvenih radova u časopisima i znanstvenim zbornicima, 2 knjige, 6 radova iz povijesti znanosti i kulture, 2 nastavna teksta, 2 patenta, 24 stručna i enciklopedijska članka te biografija, te 13 popularnih članaka. Kad je prvi hrvatski nobelovac Lavoslav (Leopold) Ružička dobio tu nagradu 1939., napisao je prvi hrvatski prikaz Ružičkina života i rada.

## Neka djela i članci
(popis nepotpun):
- Ravnoteža u binarnim sistemima s eritritom kao komponentom (suautor: N. A. Pušin), Monatshefte für Chemie, Wien 1932., i Glasnik Hemijskog društva Kraljevine Jugoslavije, Beograd 1932.
- Über die Einwirkung von Ozon auf Porphyrine (suautor: Hans Fischer), Hoppe-Seyler´s Zeitschrift für physiologische Chemie, Berlin 1933, i Glasnik Hemijskog društva Kraljevine Jugoslavije, Beograd 1933.
- Zur Fluoreszenz der Porphyrine (suautor: Adolf Stern), Zeitschrift für physikalische Chemie, Leipzig 1936.
- O hrvatskoj kemijskoj terminologiji, Nastavni vjesnik, Zagreb 1940.
- Građa za kemijski rječnik hrvatsko-njemačko-talijansko-engleski, Stručni glasnik, Zagreb 1942.
- Bašćanska ploča i njeno konzerviranje, Ljetopis Hrvatske akademije znanosti i umjetnosti za godinu 1941./1943., Knj. 54
- Neki kondenzacioni derivati helicina. IV. Sinteze helicina s barbituratima i tiobarbituratima, (suautor: A. Gašparović-Repaš), Glasnik Društva hemičara Bosne i Hercegovine, Sarajevo 1959.
- Sastav i struktura spojeva nikotina s organskim kiselinama : o prirodi veza u tim spojevima, Radovi Naučnog društva BiH, Sarajevo 1963.
- Über die polarographische Untersuchung der Cumarine (suautor: Mladen Trkovnik), Croatica Chemica Acta, Zagreb 1963.
- Počeci kemijske nastave na Sveučilištu u Zagrebu: sjećanje na profesore Janečeka, Bubanovića i Pušina, Croatica Chemica Acta, Zagreb 1977.